# Zagreu
Zagreu (grego Ζαγρεύς, Zagreús) é um deus da religião órfica, possivelmente de origem frígia, cujo culto começou por volta do século VI a.C.. Píndaro faz alusões a Zagreu, mas quem primeiro conectou Zagreu à mitologia grega foi Nono de Panópolis. Zagreu é um deus filho de Zeus e Deméter, bem como irmão de Perséfone.

## Zagreu emMistérios de Elêusis
A procissão também gritava "Íakch', O Íakche!", possivelmente um epíteto de Zagreu, ou de uma divindade separada, Iacchus, filho de Deméter.

## Outras versões
Zagreu é um avatar de Dioniso, uma reencarnação do deus do vinho. Filho de Zeus com Deméter, Zeus pretendia que Zagreus o substituísse no trono do Olimpo. Hera, infeliz de ter que deixar sua condição de rainha dos deuses, ordenou que os Titãs o destruíssem . Ele se transformou num touro para fugir, mas foi pego, destroçado, cozinhado e devorado pelos seus inimigos. Zeus interveio aos gritos, dispersando os titãs com seus raios, salvando o coração do jovem que ainda pulsava. O coração de Zagreus foi dado à mortal Sêmele comer, de onde nasceria o filho entre Zeus e da princesa, o jovem Dioniso, deus do vinho. Conta-se que das lágrimas do jovem deus foi criada a humanidade. 
Na mitologia grega, Zagreu é visto algumas vezes como uma divindade independente. Seria filho de Perséfone e Hades (Plutão em romano) ou ainda de Zeus e Deméter.

## Zagreu naDionísicade Nono de Panópolis
Zagreu é um filho de Zeus e Perséfone, esposa do seu irmão Hades. Zeus violou Perséfone quando ela ainda era virgem, na forma de uma cobra ou de um dragão.
Zagreu nasceu com chifres, e logo subiu ao Olimpo, pegando os raios de Zeus. Hera, porém, cheia de ressentimento, ordenou que os Titãs o destruíssem. Ele se transformou num touro para fugir, mas foi pego e destroçado pelos seus inimigos.

## Árvore Genealógica
|  |  | Cronos | Cronos | Cronos | Cronos | Cronos | Cronos |       |       |       |       |         |         | Reia    | Reia    | Reia    | Reia    | Reia | Reia |         |         |           |           |           |           | Zeus      | Zeus      | Zeus | Zeus | Zeus    | Zeus    |         |         |         |         |  |  | Deméter | Deméter | Deméter | Deméter | Deméter | Deméter |  |  |  |  |  |  |
|  |  | Cronos | Cronos | Cronos | Cronos | Cronos | Cronos |       |       |       |       |         |         | Reia    | Reia    | Reia    | Reia    | Reia | Reia |         |         |           |           |           |           | Zeus      | Zeus      | Zeus | Zeus | Zeus    | Zeus    |         |         |         |         |  |  | Deméter | Deméter | Deméter | Deméter | Deméter | Deméter |  |  |  |  |  |  |
|  |  |        |        |        |        |        |        |       |       |       |       |         |         |         |         |         |         |      |      |         |         |           |           |           |           |           |           |      |      |         |         |         |         |         |         |  |  |         |         |         |         |         |         |  |  |  |  |  |  |
|  |  |        |        |        |        |        |        |       |       |       |       |         |         |         |         |         |         |      |      |         |         |           |           |           |           |           |           |      |      |         |         |         |         |         |         |  |  |         |         |         |         |         |         |  |  |  |  |  |  |
|  |  |        |        |        |        |        |        | Hades | Hades | Hades | Hades | Hades   | Hades   |         |         |         |         |      |      |         |         | Perséfone | Perséfone | Perséfone | Perséfone | Perséfone | Perséfone |      |      |         |         |         |         |         |         |  |  |         |         |         |         |         |         |  |  |  |  |  |  |
|  |  |        |        |        |        |        |        | Hades | Hades | Hades | Hades | Hades   | Hades   |         |         |         |         |      |      |         |         | Perséfone | Perséfone | Perséfone | Perséfone | Perséfone | Perséfone |      |      |         |         |         |         |         |         |  |  |         |         |         |         |         |         |  |  |  |  |  |  |
|  |  |        |        |        |        |        |        |       |       |       |       |         |         |         |         |         |         |      |      |         |         |           |           |           |           |           |           |      |      |         |         |         |         |         |         |  |  |         |         |         |         |         |         |  |  |  |  |  |  |
|  |  |        |        |        |        |        |        |       |       |       |       |         |         |         |         |         |         |      |      |         |         |           |           |           |           |           |           |      |      |         |         |         |         |         |         |  |  |         |         |         |         |         |         |  |  |  |  |  |  |
|  |  | Zagreu | Zagreu | Zagreu | Zagreu | Zagreu | Zagreu |       |       |       |       | Macária | Macária | Macária | Macária | Macária | Macária |      |      | Erínias | Erínias | Erínias   | Erínias   | Erínias   | Erínias   |           |           |      |      | Melinoe | Melinoe | Melinoe | Melinoe | Melinoe | Melinoe |  |  |         |         |         |         |         |         |  |  |  |  |  |  |